# ГЕС Пайн-Флет
ГЕС Пайн-Флет — гідроелектростанція у штаті Каліфорнія (Сполучені Штати Америки). Знаходячись після ГЕС Кінгс-Рівер, становить нижній ступінь каскаду у сточищі Кінгс-Рівер, яка дренує західний схил гір Сьєрра-Невада та у нижній течії розділяється на два рукави, котрі прямують на північ та на південь — до впадіння ліворуч у річку Сан-Хоакін (завершується в затоці Сан-Франциско) та безсточне озеро Tulare (раніше, до реалізації іригаційних проектів, в періоди високої водності течія у південному рукаві могла реверсуватись та забезпечувати стік з Tulare до Сан-Хоакін).
У 1954 році річку для попередження повеней перекрили бетонною гравітаційною греблею заввишки 131 метр, завдовжки 555 метрів та завтовшки по гребеню 10 метрів. Вона утримує водосховище з площею поверхні 24,2 км2 та корисним об'ємом 1,23 млрд м3.
А в 1984-му комплекс доповнили пригреблевим машинним залом, обладнаним трьома турбінами типу Френсіс потужністю по 55 МВт, які у 2017 році забезпечили виробітку 906 млн кВт-год електроенергії. Ресурс до гідроагрегатів подається зі сховища через водоводи діаметром по 4,1 метра.